# Campionato europeo maschile under 17 di calcio 2007
Il campionato europeo di calcio U-17 2007 è stato vinto dalla Spagna.

## Fase a gironi

### Girone A
1. Spagna 7
2. Francia 4
3. Germania 4
4. Ucraina 1

### Girone B
1. Inghilterra 7
2. Belgio 5
3. Paesi Bassi 4
4. Islanda 0

## Spareggio 5º posto
- Germania - Olanda 3-2

## Semifinali
- Spagna - Belgio 1-1 7-6 dcr.
- Inghilterra - Francia 1-0

## Finale
- Spagna - Inghilterra 1-0